# Puente de Edong
El puente de Edong (en chino tradicional, 鄂東長江大橋; en chino simplificado, 鄂东长江大桥; pinyin, Èdōng Chángjiāng dàqiáo; literalmente, ‘puente de Edong sobre el Yangtsé’) es un puente atirantado que cruza el río Yangtsé a la altura de Huangshi, a unos 80 km al sureste de Wuhan, en la provincia de Hubei, en el este de China. El puente conecta los condados de Huangshi y Xishui y forma parte de las autopistas G45 Daqing-Guangzhou y G50 Shanghai-Chongqing.
Los estudios de viabilidad comenzaron en agosto de 2003, la construcción del puente comenzó el 18 de agosto de 2008, el enclavado de los segmentos del tablero tuvo lugar el 17 de abril de 2010 —en presencia de Duan Lunyi, vicegobernador de la provincia de Hubei— y se puso en servicio el 28 de septiembre de 2010.
Con una notable luz principal de 926 m, en el momento de su inauguración era el tercer puente atirantado más grande del mundo (en abril de 2023, el 6.º), y con pilonas en forma de Y invertida de  242,5 m de altura, el sexto por altura estructural (en abril de 2023, el 31.º).

## Descripción

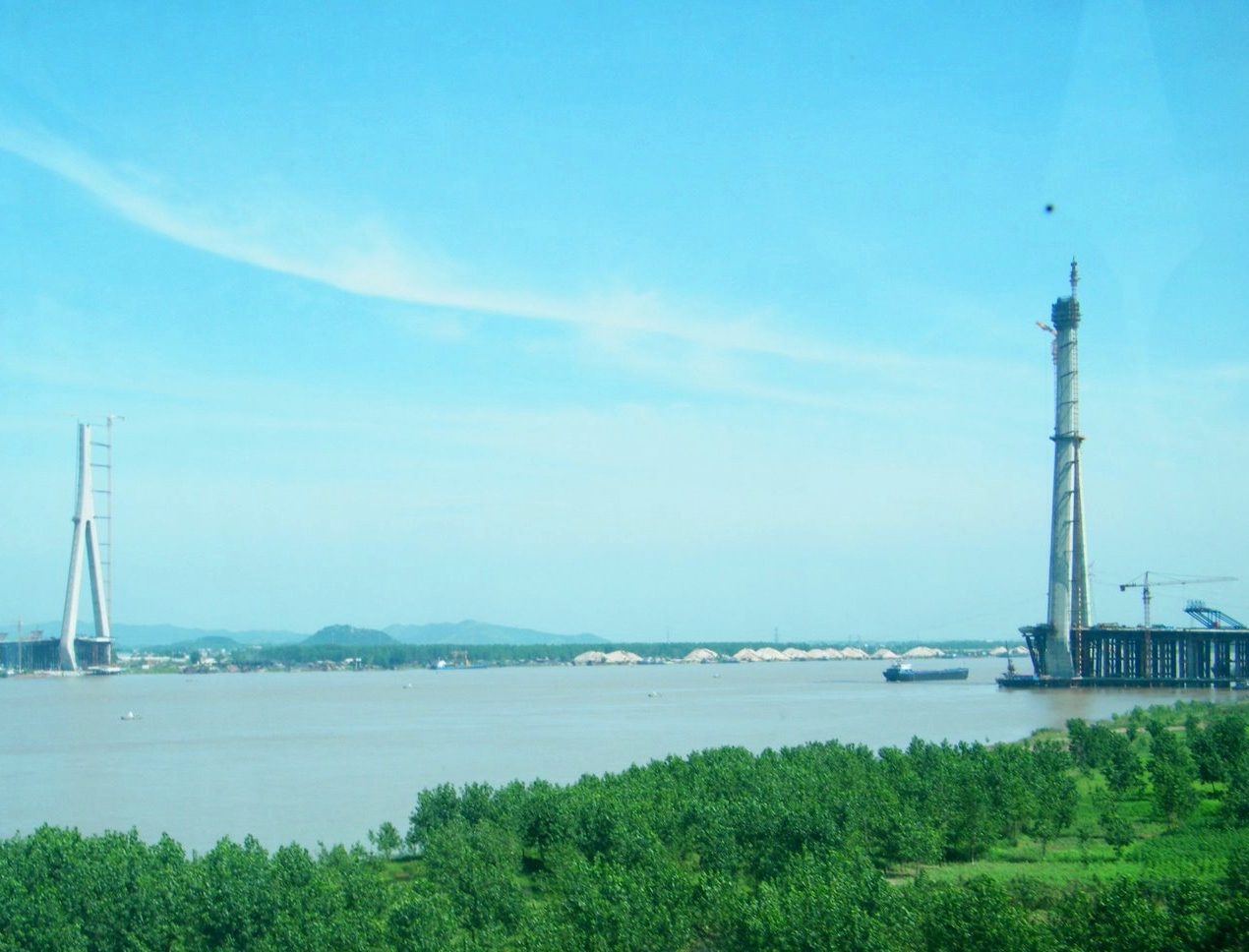
El puente en construcción en 2009

La viga del puente atirantado consta de nueve secciones. El tramo entre las torres está formado por dos vigas cajón paralelas de acero, que se cubren con una placa de tablero ortótropa. Al omitir el panel del piso inferior, se pudo ahorrar peso sin sacrificar demasiado las propiedades dinámicas o aerodinámicas. La altura de construcción del tablero es de 3,45 m.
Los tramos que conducen desde los pilones hacia tierra también utilizan vigas cajón de acero huecas. Sin embargo, a diferencia del vano central, están cubiertas por una losa de hormigón.
El puente fue construido utilizando el método de voladizos sucesivos. Los segmentos de casi 400 toneladas del vano central fueron entregados por el río e izados a la altura del puente para su montaje mediante grúas pórtico utilizando gatos de cable. Las grúas de construcción ya utilizadas en el puente Sutong se utilizaron en un lado.
Las características-resumen del puente son las siguientes:
- longitud de la estructura con sus viaductos de acceso: 6203 m;
- longitud del vano central atirantado: 926 m;
- anchura del tablero central: 33 m;
- tipo de tablero en el vano central: viga cajón de acero;
- tipo de tablero en los vanos de acceso: viga cajón de hormigón;
- número de vías: 3